# Michael Phelps
Michael Fred Phelps II (* 30. Juni 1985 in Baltimore, Maryland) ist ein ehemaliger US-amerikanischer Schwimmer, der seit Anfang des 21. Jahrhunderts zur Weltspitze gehörte. Er gilt als der vielseitigste Schwimmer der Gegenwart und ist mit 28 olympischen Medaillen, davon 23-mal Gold, der mit weitem Abstand erfolgreichste Olympionike.

## Karriere
Mit 15 Jahren nahm Michael Phelps an den Olympischen Spielen 2000 in Sydney teil. Er war der jüngste männliche Schwimmer im US-Team seit 68 Jahren. Phelps gewann bei diesem Wettkampf keine olympische Medaille. Fünf Monate später blieb er über 200 m Schmetterling unter 1:55 min und brach den Weltrekord von Olympiasieger Tom Malchow. Bei den Weltmeisterschaften 2001 im japanischen Fukuoka gewann Phelps vor Malchow die Goldmedaille und verbesserte seinen eigenen Rekord um 34 Hundertstelsekunden auf 1:54,58 min. Bei den nationalen Meisterschaften 2002 in Fort Lauderdale stellte er einen Weltrekord über 400 m Lagen auf. Ein Jahr später errang Phelps den Weltrekord auf der halben Distanz.
Bei den Weltmeisterschaften 2003 in Barcelona gelang Phelps die Titelverteidigung über 200 m Schmetterling. Zudem gewann er dort Gold über beide Lagendistanzen. In allen drei Rennen stellte Phelps neue Weltrekorde auf, über 200 m Lagen gelang ihm dies sowohl im Vorlauf als auch im Finale. Über 100 m Schmetterling galt er ebenfalls als erster Anwärter auf den Weltmeisterthron, da er im Vorlauf auch diese Weltbestmarke in seinen Besitz gebracht hatte. Das Finale gewann Phelps’ Teamkollege Ian Crocker, der den am Vortag aufgestellten Weltrekord von Phelps nochmals um fast eine halbe Sekunde verbesserte und als erster Schwimmer überhaupt unter 51 Sekunden blieb. Für den Startplatz in der Lagenstaffel bekam Crocker den Vorzug gegenüber Phelps und gewann dadurch sein zweites WM-Gold. Phelps bekam aber ebenfalls eine Goldmedaille verliehen, da er im Vorlauf dieses Wettbewerbes angetreten war. Mit der 4 × 200-m-Freistilstaffel konnte Phelps seinen fünf Medaillen schließlich noch eine weitere Silbermedaille hinzufügen.

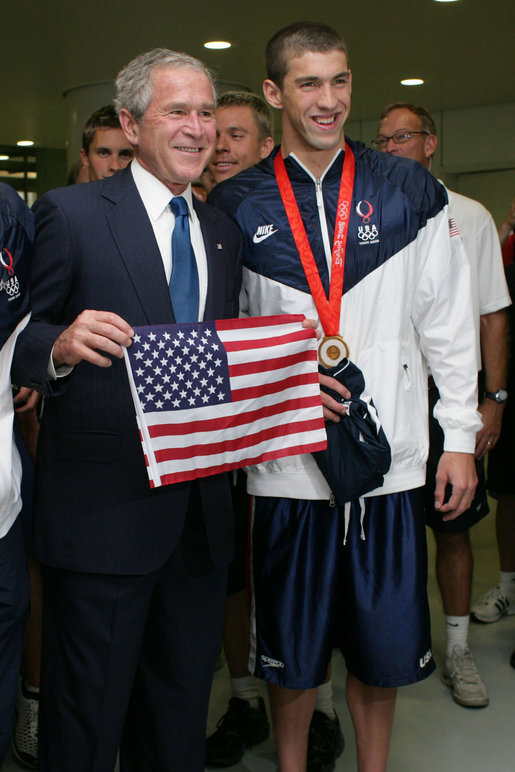
Phelps mit dem damaligen US-Präsidenten George W. Bush (2008)

Bei den Olympischen Spielen 2004 in Athen war Phelps für acht Wettbewerbe gemeldet. Phelps’ Sponsor Speedo kündigte bei einer neuen Rekordmarke die Auszahlung einer Prämie von einer Million US-Dollar an. Er gewann alle vier Goldmedaillen auf den Lagen- und Schmetterlingstrecken. Über 200 m Freistil war er zwar in Besitz des nationalen Rekords, jedoch hier nur Außenseiter, da diese Strecke seit Jahren von Pieter van den Hoogenband und Ian Thorpe beherrscht wurde. Da trotz persönlicher Bestleistung seine Zeit nicht an deren heranreichte, wurde er in diesem Wettbewerb Dritter. Mit der 4 × 200-m-Freistilstaffel sowie der Lagenstaffel gewann Phelps seine Goldmedaillen fünf und sechs. Bei letzterer schwamm Phelps nur im Vorlauf mit, da er seinem im Einzelfinale unterlegenen Konkurrenten Ian Crocker den Platz auf der Schmetterlingsdistanz überließ, um ihm doch noch zur olympischen Goldmedaille zu verhelfen. Mit der 4 × 100-m-Freistilstaffel gewann Phelps eine weitere Bronzemedaille. Mit insgesamt acht gewonnenen Medaillen war Michael Phelps der erfolgreichste Teilnehmer der Spiele und stellte damit die Bestmarke des russischen Kunstturners Alexander Ditjatin von Moskau 1980 ein.
Bei den Weltmeisterschaften 2005 in Montreal trat Michael Phelps nicht über 200 m Schmetterling und 400 m Lagen an. Trotzdem gewann er fünf WM-Titel. Dabei gewann er erstmals auch die Entscheidung über 200 m Freistil. Phelps verbesserte in diesem Rennen den Landesrekord auf 1:45,20 min. Über 100 m Schmetterling verlor Michael Phelps den Kampf um den Startplatz für die Lagenstaffel an Ian Crocker, welcher dabei einen neuen Weltrekord markierte und Phelps um 1,25 Sekunden distanzierte. Dennoch gewann Phelps nach dem Finalsieg der US-Schwimmer die Goldmedaille.
Bei den Weltmeisterschaften 2007 in Melbourne gewann Michael Phelps alle fünf Einzelstarts und stellte dabei, bis auf die 100 m Schmetterling, jedes Mal einen neuen Weltrekord auf. Über 200 m und 400 m Lagen gab es Steigerungen um 0,86 bzw. 2,04 Sekunden, über 200 m Schmetterling verbesserte er seinen eigenen Rekord um 1,62 Sekunden. Weiterhin blieb Phelps über 200 m Freistil als erster Mensch unter 1:44 Minuten. Einzig über 100 m Schmetterling hatte der US-Amerikaner trotz persönlicher Bestleistung Probleme. Mit 50,77 s blieb er zwar erst als zweiter Mensch unter der 51-Sekundenmarke, jedoch konnte er Ian Crocker nur besiegen, weil diesem das Anschlagen am Schluss nicht gelang. Einen weiteren Weltrekord gab es beim Sieg mit der 4 × 200-m-Freistilstaffel. Mit dem Gold in der 4 × 100-m-Freistilstaffel gewann Michael Phelps schließlich sieben Goldmedaillen und überbot damit den Rekord von Ian Thorpe, welcher bei den Weltmeisterschaften 2001 in Fukuoka sechsmal erfolgreich war. Eine mögliche achte Goldmedaille blieb Phelps verwehrt, da die Lagenstaffel bereits im Vorlauf durch einen von Ian Crocker verursachten Wechselfehler disqualifiziert wurde.
Bei den US-Meisterschaften im August 2007 in Indianapolis verzichtete er mit den 200 m Schmetterling sowie 400 m Lagen auf zwei seiner „Hausstrecken“ und versuchte sich dafür in den Brust- und Rückendisziplinen. Schaffte Phelps am ersten Wettkampftag nicht die Qualifikation für das Finale über 200 m Brust, so war er über 100 m und 200 m Rücken erfolgreich. Über der langen Rückendistanz gelangte Phelps mit 1:54,65 min auf die dritte Position der ewigen Weltrangliste und blieb nur 33 Hundertstelsekunden über dem Weltrekord seines Landsmannes Ryan Lochte. Über 100 m Rücken verpasste Phelps den Weltrekord nur um drei Hundertstelsekunden. Nur Aaron Peirsol war auf dieser Strecke bei seinem WM-Sieg in Melbourne ein einziges Mal schneller.
Bei den Olympischen Spielen 2008 in Peking gewann Phelps acht Goldmedaillen, drei davon mit der Staffel, wobei bei sieben Siegen ein neuer Weltrekord aufgestellt wurde. Nach seinem Rennen über 400 m Lagen erklärte er, dass er nie wieder über diese Distanz antreten wolle. Damit ist er der erfolgreichste Sportler bei Olympischen Sommerspielen innerhalb eines Jahres. In der Folge wurde er vom US-amerikanischen Sportmagazin Sports Illustrated als erster Schwimmer zum Sportler des Jahres in den Vereinigten Staaten gewählt.
Nach mehrmonatiger Pause begann Phelps ab Februar 2009 das Training wiederaufzunehmen, gab aber bekannt, nie wieder bei Großveranstaltungen in acht Wettbewerben antreten zu wollen. Sein Wettkampf-Comeback gab er im Mai 2009 beim US-amerikanischen Meeting Charlotte UltraSwim, wo er über 200 m Freistil und 100 m Schmetterling gewann. Über 100 m Rücken unterlag er seinem Mannschaftskollegen Aaron Peirsol, über 100 m Freistil dem Franzosen Frédérick Bousquet. Bei den folgenden US-amerikanischen Meisterschaften siegte Phelps über 200 m Freistil und 200 m Schmetterling und stellte mit 50,22 s einen neuen Weltrekord über die 100 m Schmetterling auf.
Bei den Weltmeisterschaften 2009 in Rom gewann Phelps fünf Goldmedaillen. Jeweils drei mit der US-Staffel, eine über 200 m Schmetterling, in der er den Weltrekord ein weiteres Mal auf 1:51,51 min verbesserte und über 100 m Schmetterling, bei dem er den Serben Milorad Čavić ein weiteres Mal, in der Wiederholung des historischen Finales von Peking, bezwang und als erster Mensch unter 50 Sekunden (49,82 s) blieb. Eine sechste Goldmedaille blieb ihm verwehrt, da er sich im Rennen über 200 m Freistil dem Deutschen Paul Biedermann geschlagen geben musste. Für Phelps war es die erste Niederlage seit fünf Jahren auf dieser Strecke. Trotzdem war er der erfolgreichste Athlet der Weltmeisterschaften. Ende des Jahres 2009 gewann Phelps die Internetabstimmung des Fachmagazins Swimming World und wurde zum sechsten Mal und damit zum vierten Mal in Folge zum Weltschwimmer des Jahres gewählt.
Im August 2010 wurde Phelps als Sonderbotschafter für die erstmals ausgetragenen Olympischen Jugend-Sommerspiele in Singapur ausgewählt und siegte bei den US-amerikanischen Meisterschaften über die 200 m Freistil und beide Schmetterlingsstrecken. Gleichzeitig musste er Niederlagen über 200 m Lagen (Platz zwei) und 200 m Rücken (Platz vier) hinnehmen. Die Kurzbahnweltmeisterschaften in Dubai im Dezember ließ er aus, um sich auf die Weltmeisterschaften im Juli 2011 in Shanghai vorzubereiten. Dort gewann er vier Weltmeistertitel (100 und 200 m Schmetterling, 4 × 200-m-Freistilstaffel, 4 × 100-m-Lagenstaffel), während er sich über 200 m Freistil und 200 m Lagen jeweils seinem Landsmann Ryan Lochte geschlagen geben musste und Silber gewann. Mit der 4 × 100-m-Freistilstaffel gewann Phelps Bronze hinter den Staffeln aus Australien und Frankreich.

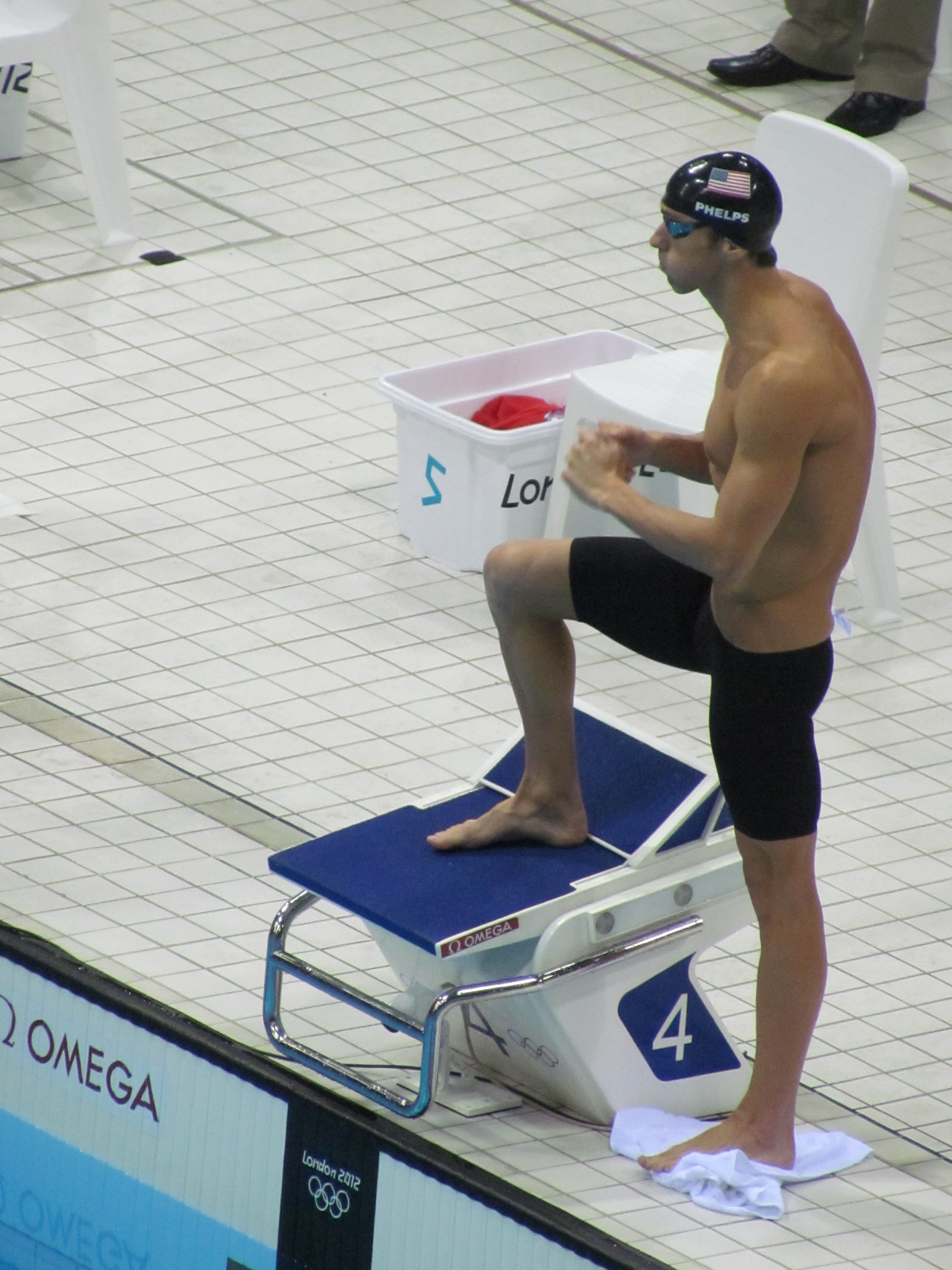
Phelps bei den Olympischen Spielen 2012

2012 gelang es Phelps, sich Ende Juni/Anfang Juli bei den US-Ausscheidungskämpfen für die Olympischen Spiele 2012 in London in allen acht Wettbewerben zu qualifizieren, in denen er vor vier Jahren in Peking angetreten war. Er siegte in vier Rennen (200 m Freistil, 100 und 200 m Schmetterling, 200 m Lagen) und belegte Platz zwei über 400 m Lagen erneut hinter Ryan Lochte. Bei den Olympischen Spielen entschied sich Phelps jedoch, auf einen Start über 200 m Freistil zu verzichten. In London konnte Phelps zu Anfang nicht an den Erfolg von vor vier Jahren anknüpfen. Über 400 m Lagen verpasste er beim Sieg von Ryan Lochte mit Platz vier eine Medaille, musste sich mit der 4 × 100-m-Freistilstaffel mit Silber hinter Olympiasieger Frankreich begnügen und unterlag über 200 m Schmetterling im Anschlag dem Südafrikaner Chad le Clos. Dann jedoch war Phelps mit der 4 × 200-m-Freistilstaffel siegreich und gewann ebenfalls Goldmedaillen über 100 m Schmetterling und 200 m Lagen, womit er der erste männliche Schwimmer war, der dreimal hintereinander auf Einzelstrecken bei Olympia siegte. Ähnliche Einzelerfolge bei olympischen Schwimmwettbewerben haben bisher nur die Australierin Dawn Fraser (Olympiagold 1956, 1960 und 1964 über 100 m Freistil) und die Ungarin Krisztina Egerszegi (1988, 1992 und 1996 Olympiagold über 200 m Rücken) aufzuweisen. Mit vier Gold- und zwei Silbermedaillen avancierte Phelps zum erfolgreichsten Sportler in London. Gleichzeitig übertraf er mit insgesamt 22-mal Edelmetall den Medaillenrekord der sowjetischen Turnerin Larissa Latynina, die zwischen 1956 und 1964 insgesamt 18 Medaillen bei Olympischen Spielen gewonnen hatte. Nach seinem Erfolg mit der 4 × 100-m-Lagenstaffel der USA beendete Michael Phelps zunächst seine Karriere.

### Comeback
Nachdem Michael Phelps sich im November 2013 im Testpool der US-amerikanischen Anti-Doping-Agentur USADA angemeldet hatte, wurde über eine Fortsetzung seiner Karriere spekuliert. Am 14. April 2014 bestätigte dann der US-Schwimmverband in einer offiziellen Ankündigung, dass Michael Phelps im Rahmen des Arena Swimming Grand Prix in Mesa, Arizona (24.–26. April 2014) sein Comeback geben wird. Nach dem Start in Mesa folgten weitere Starts bei den folgenden Grand-Prix-Wettbewerben in Charlotte und Santa Clara. Bei den US-Meisterschaften im August startete Phelps in vier Einzeldisziplinen: 100 m Freistil (Platz 7), 100 m Rücken (Platz 6), 100 m Schmetterling (Platz 2) und 200 m Lagen (Platz 2), ohne einen Sieg erringen zu können. Im Vorlauf über 100 m Schmetterling gelang ihm dabei jedoch mit 51,17 s eine Weltjahresbestzeit. Mit diesen Leistungen konnte Phelps sich für die Panpazifischen Meisterschaften in Gold Coast (Australien) qualifizieren. Hier erreichte er Platz 4 über 100 m Freistil, Platz 1 über 100 m Schmetterling sowie Platz 2 über 200 m Lagen. Hinzu kamen zwei Siege (4 × 100 m Lagen, 4 × 200 m Freistil) sowie ein zweiter Platz (4 × 100 m Freistil) in den Staffelwettbewerben.

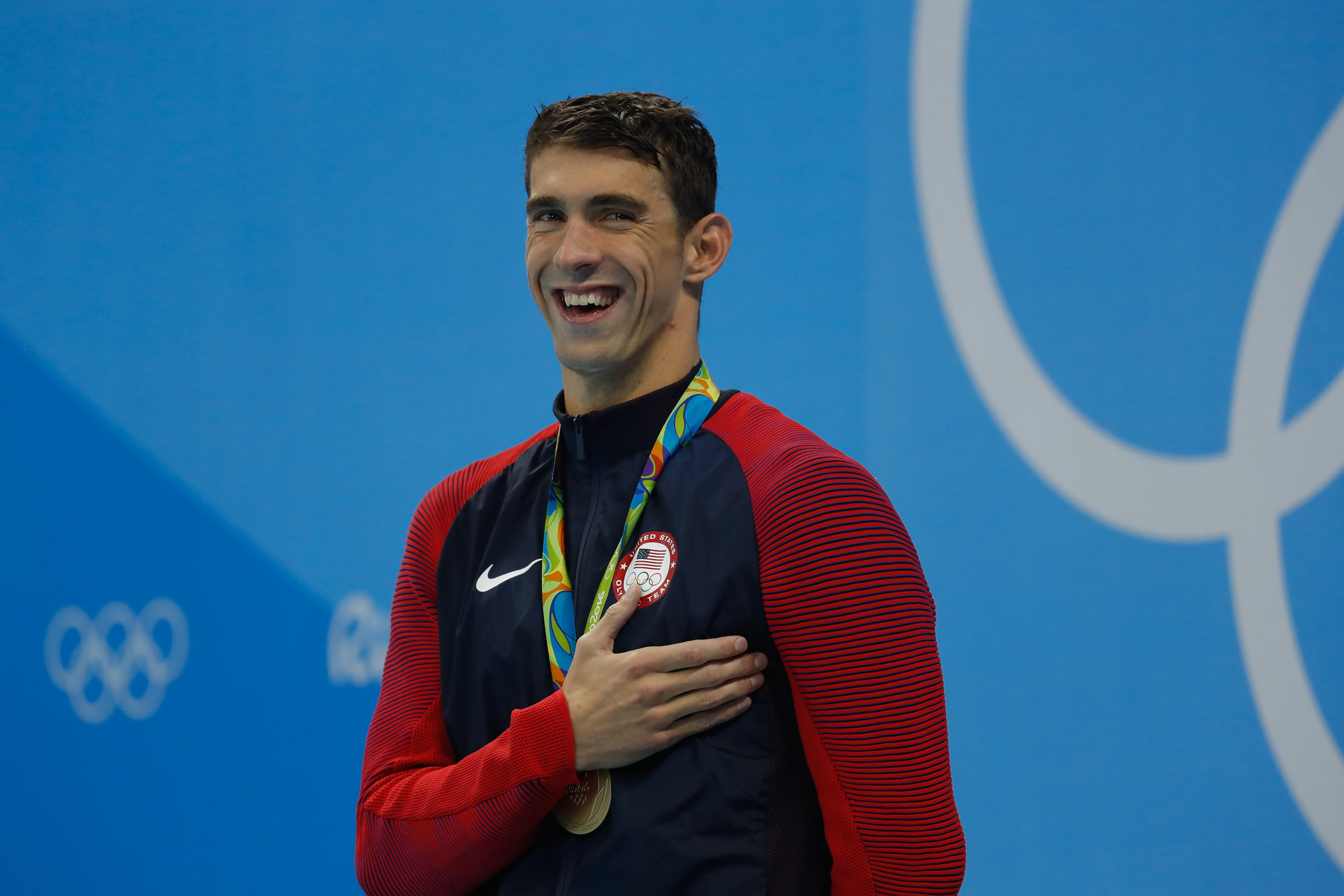
Phelps bei den Olympischen Spielen 2016

Nach diesen Wettbewerben gab der US-Schwimmverband Phelps’ Nominierung für das Team für die Weltmeisterschaften 2015 in Kasan bekannt (auf den Strecken 100 m Schmetterling, 100 m Freistil, 100 m Rücken und 200 m Lagen). Im Oktober 2014 wurde Phelps jedoch nach Trunkenheit am Steuer vom US-amerikanischen Schwimmverband USA Swimming für sechs Monate von allen Wettkämpfen ausgeschlossen und aus dem WM-Team genommen.
Anfang August 2015 siegte Phelps bei den US-Meisterschaften in San Antonio über 100 m (50,45) und 200 m Schmetterling (1:52,94) sowie über 200 m Lagen (1:54,75) jeweils in Weltjahresbestzeit. Mit diesen Leistungen wäre Phelps in Kasan Dreifachweltmeister geworden.
Bei den Olympischen Spielen 2016 in Rio de Janeiro gewann Phelps über 200 m Schmetterling, 200 m Lagen sowie mit den Staffeln über 4 × 100 m Freistil, 4 × 200 m Freistil und 4 × 100 m Lagen seine 19. bis 23. Goldmedaille. Mit dem Sieg über die Lagenstrecke ist Phelps nach Al Oerter im Diskuswurf von 1956 bis 1968 und Carl Lewis im Weitsprung von 1984 bis 1996 der dritte Sportler, der in einer Disziplin zum vierten Mal in Folge bei Olympischen Spielen gewann. 2017 wurde er mit dem Laureus World Sports Awards in der Kategorie „Comeback des Jahres“ ausgezeichnet.
Anschließend beendete er seine Karriere. Bei einer Anhörung durch das US-Repräsentantenhaus kritisierte Phelps den schwachen Anti-Doping-Kampf. Seiner Überzeugung nach nahm er an keinem Wettbewerb teil, bei dem alle Konkurrenten „sauber“ waren.

## Nach dem Leistungssport
2013 hatte er in der dritten Staffel von Suits einen Gastauftritt. Im Juli 2017 wurde von Discovery Channel angekündigt, dass Phelps vor Kapstadt zu einem Wettschwimmen gegen einen Weißen Hai antreten werde. Das ganze entpuppte sich als Fake, da der Hai nur simuliert wurde.

## Privates
In Phelps’ Jugend wurde bei ihm eine Aufmerksamkeitsdefizit-/Hyperaktivitätsstörung (ADHS) diagnostiziert. Zur Kompensation und auch durch den Einfluss seiner älteren Schwestern begann Phelps im Alter von sieben Jahren zu schwimmen. Im November 2004 wurde Phelps wegen Trunkenheit am Steuer verhaftet. Er wurde zu 18 Monaten Bewährung und zur Teilnahme an Mothers Against Drunk Driving (MADD) verurteilt.
Die britische Boulevardzeitung News of the World veröffentlichte Anfang Februar 2009 ein Foto von Phelps mit einer Bong an den Lippen. Die Veröffentlichung sorgte für einigen Wirbel. Michael Phelps entschuldigte sich öffentlich und bezeichnete das Vorkommnis selbst als Fehlverhalten. Zu einem möglichen Marihuana-Konsum äußerte er sich nicht. Da Michael Phelps seit den Olympischen Spielen 2008 keine Wettkämpfe mehr bestritten hatte und auch kein positiver Befund einer Doping-Kontrolle vorlag, hatte der Vorfall für ihn keine sportrechtlichen Konsequenzen. Allerdings suspendierte der US-Schwimmverband den Schwimmer am 5. Februar 2009 für drei Monate von allen Wettkämpfen. Die finanzielle Unterstützung durch den Verband wurde für diesen Zeitraum gestrichen. Der Verband begründete die Sperrung mit Phelps’ Verhalten, welches einen Verstoß gegen die Verhaltensregeln dargestellt und bei vielen Menschen Enttäuschung ausgelöst habe. Phelps akzeptierte die Maßnahme. Ein persönlicher Sponsor von Phelps, der Lebensmittelhersteller Kellogg’s, kündigte beinahe gleichzeitig an, den Ende Februar 2009 auslaufenden Werbevertrag mit Phelps nicht zu verlängern, da dieses Verhalten nicht zum Bild des Konzerns passe. Zwei weitere Sponsoren, die Firmen Omega und Speedo, werteten seine öffentliche Entschuldigung als positives Zeichen und wollten die Zusammenarbeit weiterführen.
Bis Anfang 2013 war Phelps mit dem Model Megan Rossee liiert. Seit Februar 2015 war er mit dem Model Nicole Johnson verlobt, mit der er einen gemeinsamen Sohn (* 5. Mai 2016) hat. Am 13. Juni 2016 heirateten die beiden, was erst im Oktober desselben Jahres öffentlich bekanntgegeben wurde.
Als Phelps erkannte, dass er unter Depressionen und anderen psychischen Störungen litt, entschied er, offensiv damit umzugehen. Dieser Entschluss führte unter anderem dazu, dass er sich als Koproduzent am Dokumentarfilm „The Weight of Gold“ beteiligte, der im Juli 2020 im Pay-TV-Sender HBO ausgestrahlt wurde und als „eine Anklage des organisierten Sports“ angesehen werden kann. Phelps führt und kommentiert darin Interviews mit Sportlern wie Snowboarder Shaun White, Eisschnellläufer Apolo Ohno und Skifahrer Bode Miller.

## Bestleistungen

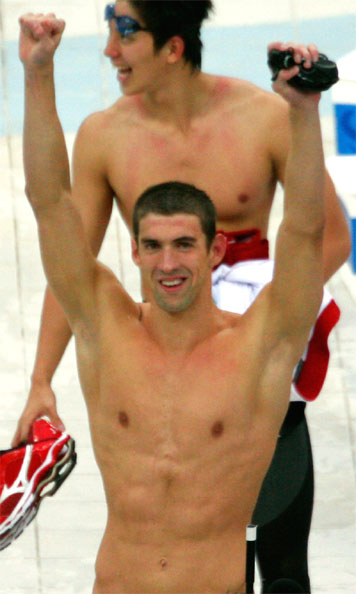
Phelps nach dem Gewinn der achten Goldmedaille bei den Olympischen Spielen in Peking (2008)

| Langbahn (50 m)     | Langbahn (50 m) | Langbahn (50 m)   | Langbahn (50 m) |
| ------------------- | --------------- | ----------------- | --------------- |
| 100 m Freistil      | 47,51 s         | 11. August 2008   | Peking          |
| 200 m Freistil      | 1:42,96 min     | 12. August 2008   | Peking          |
| 100 m Rücken        | 53,01 s         | 4. August 2007    | Indianapolis    |
| 200 m Rücken        | 1:54,65 min     | 1. August 2007    | Indianapolis    |
| 100 m Schmetterling | 49,82 s         | 1. August 2009    | Rom             |
| 200 m Schmetterling | 1:51,51 min     | 29. Juli 2009     | Rom             |
| 200 m Lagen         | 1:54,16 min     | 28. Juli 2011     | Shanghai        |
| 400 m Lagen         | 4:03,84 min     | 10. August 2008   | Peking          |
| Kurzbahn (25 m)     |                 |                   |                 |
| 200 m Freistil      | 1:43,78 min     | 4. Februar 2006   | East Meadow     |
| 200 m Schmetterling | 1:52,27 min     | 28. November 2003 | Melbourne       |
| 200 m Lagen         | 1:53,85 min     | 29. November 2003 | Melbourne       |
| 400 m Lagen         | 4:03,48 min     | 3. Februar 2006   | East Meadow     |

## Auszeichnungen
- Schwimmer des Jahres (USA): 2001, 2002, 2003, 2004, 2006, 2007, 2008, 2009, 2012, 2015, 2016
- Weltsportler des Jahres (La Gazzetta dello Sport): 2003, 2004
- Weltschwimmer des Jahres: 2003, 2004, 2006, 2007, 2008, 2009, 2012, 2016
- USOC Athlete of the Year (USA): 2004, 2008, 2011/12, 2016
- Sports Illustrated Sportler des Jahres: 2008
- Associated Press Sportler des Jahres: 2008, 2012
- FINA World Athletes of the Year (Swimming): 2012
- Laureus World Sports Award – „Comeback des Jahres“: 2017
- International Swimming Hall of Fame: Aufnahme 2023

## Veröffentlichungen
- 2005: mit Brian Cazeneuve: Beneath the Surface. (englisch)
  - Ins Deutsche übersetzt von Sonja Hinte: Unter der Oberfläche. Bombus, München 2005, ISBN 3-936261-35-0.
- 2009: mit Alan Abrahamson, Ward Jenkins: How to Train with a T. Rex and Win 8 Gold Medals. (englisch)
- 2009: mit Alan Abrahamson: No Limits: The Will to Succeed. (englisch)